# Halászvarjú
A halászvarjú (Corvus ossifragus) a madarak osztályának verébalakúak (Passeriformes) rendjébe és a varjúfélék (Corvidae) családjába tartozó faj.

## Rendszerezése
A fajt Alexander Wilson skót-amerikai költő és ornitológus írta le 1812-ben.

## Előfordulása
Az Amerikai Egyesült Államok délkeleti részén honos. Természetes élőhelyei a gyepek, belvízi folyók, tavak és mocsarak, valamint parti mocsarak és tengerpartok. Vonuló faj.

## Megjelenése
Testhossza 41 centiméter, testtömege 195-332 gramm.
|  |

## Természetvédelmi helyzete
Az elterjedési területe nagy. A Természetvédelmi Világszövetség Vörös listáján nem fenyegetett fajként szerepel.